# Ерани
Ера́ни (греч. Γεράνι) или Ера́нион (Γεράνιον) — деревня в Греции на Крите. Расположена в 9 километрах западнее Ретимнона, на высоте 99 метров над уровнем моря. Входит в общину (дим) Ретимни в периферийной единице Ретимни в периферии Крит. Население 821 житель по переписи 2011 года.
В пещере Ерани найдены удивительные сталагмиты и каменные орудия, относящиеся к неолиту и обнаруженные в 1968 году. В Археологическом музее Ретимнона можно увидеть разнообразные орудия труда, наконечники и копья эпохи неолита из пещеры Ерани.
В 1669—1898 годах турки оккупировали Ерани.

## Сообщество Ерани
В местное сообщество Ерани входит деревня Петрес. Население 883 жителя по переписи 2011 года. Площадь 11,399 квадратных километров.
| Населённый пункт | Население (2011), человек |
| ---------------- | ------------------------- |
| Ерани            | 821                       |
| Петрес           | 62                        |

## Население
| Год  | Население, человек |
| ---- | ------------------ |
| 1991 | 430                |
| 2001 | 623                |
| 2011 | ↗ 821              |